# Achyranthes alternifolia
Achyranthes alternifolia är en amarantväxtart som beskrevs av Carl von Linné. Achyranthes alternifolia ingår i släktet Achyranthes och familjen amarantväxter. Inga underarter finns listade i Catalogue of Life.